# Argyrogrammana alstonii
Espèce
Argyrogrammana alstonii est une espèce de papillons de la famille des Riodinidae et du genre Argyrogrammana.

## Dénomination
Argyrogrammana alstonii a été nommée par Paul Edgar Smart (d) en 1979

## Description
Argyrogrammana alstonii est un papillon de couleur jaune d'or et noir taché de bleu. Sur le dessus les ailes antérieures ont une petite partie basale jaune d'or et tout le reste de l'aile noire avec des taches bleu métallique ; les ailes postérieures ont une partie basale jaune d'or et une large bordure noire.

## Écologie et distribution
Argyrogrammana alstonii est présent en Guyane et à Trinité-et-Tobago.

### Biotope
Il réside dans la forêt tropicale.